# Aberdeen Gardens (Washington)
Aberdeen Gardens az Amerikai Egyesült Államok északnyugati részén, Washington állam Grays Harbor megyéjében elhelyezkedő statisztikai település. A 2010. évi népszámlálási adatok alapján 279 lakosa van.

## Népesség
A település népességének változása:

| 2000 | 227 |
| 2010 | 279 |